# Gué-d'Hossus
Gué-d'Hossus is een gemeente in het Franse departement Ardennes (regio Grand Est) en telt 511 inwoners (2005). De plaats maakt deel uit van het arrondissement Charleville-Mézières.

## Geografie
De oppervlakte van Gué-d'Hossus bedraagt 5,3 km², de bevolkingsdichtheid is 96,4 inwoners per km².
De onderstaande kaart toont de ligging van Gué-d'Hossus met de belangrijkste infrastructuur en aangrenzende gemeenten.

## Demografie
Onderstaande figuur toont het verloop van het inwonertal (bron: INSEE-tellingen).
Vanwege een beveiligingsprobleem met de MediaWiki Graph-software is het momenteel niet mogelijk deze grafiek weer te geven. Zodra de software is bijgewerkt zal de grafiek vanzelf weer zichtbaar worden.

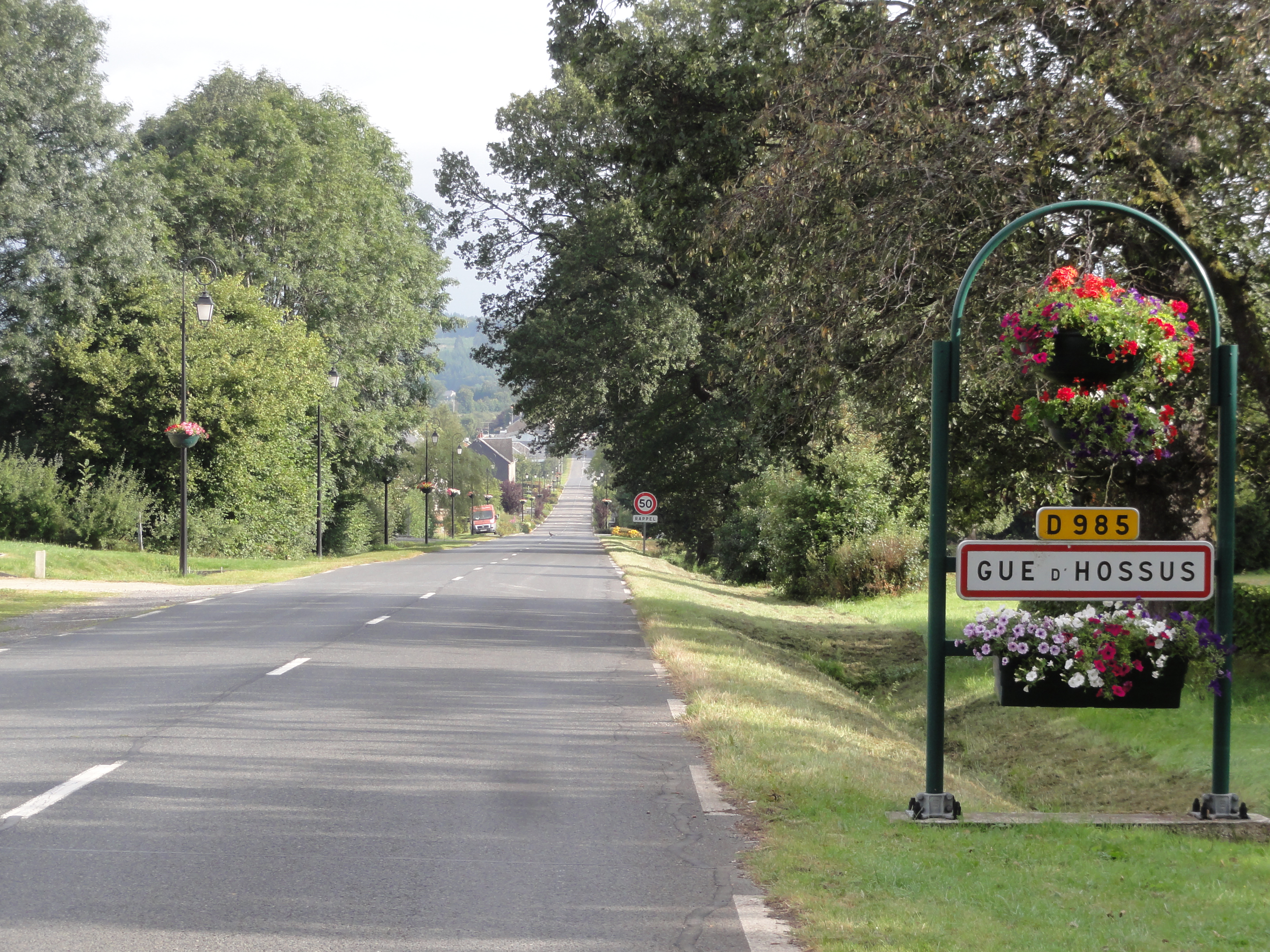
Entrée du village
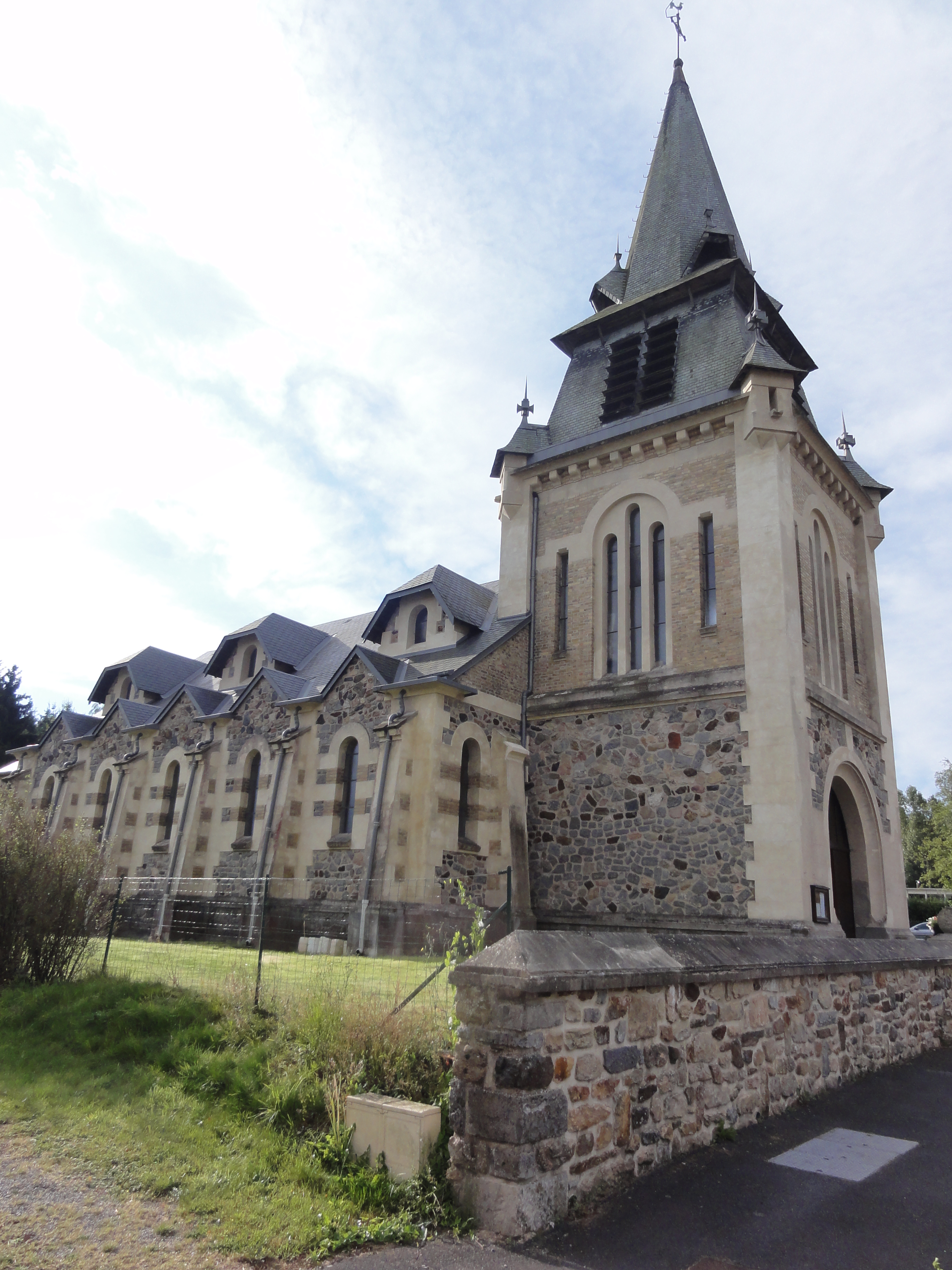
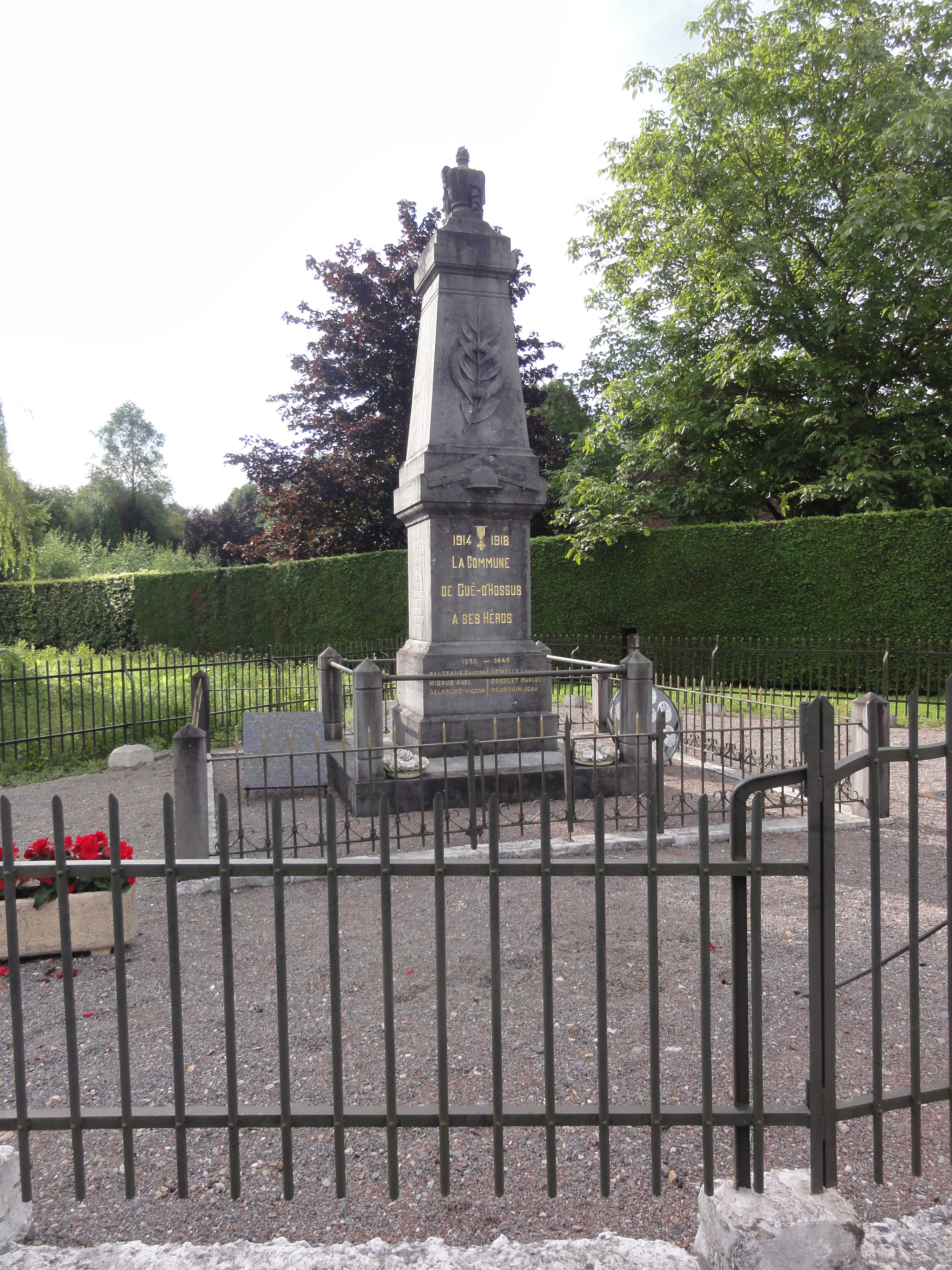
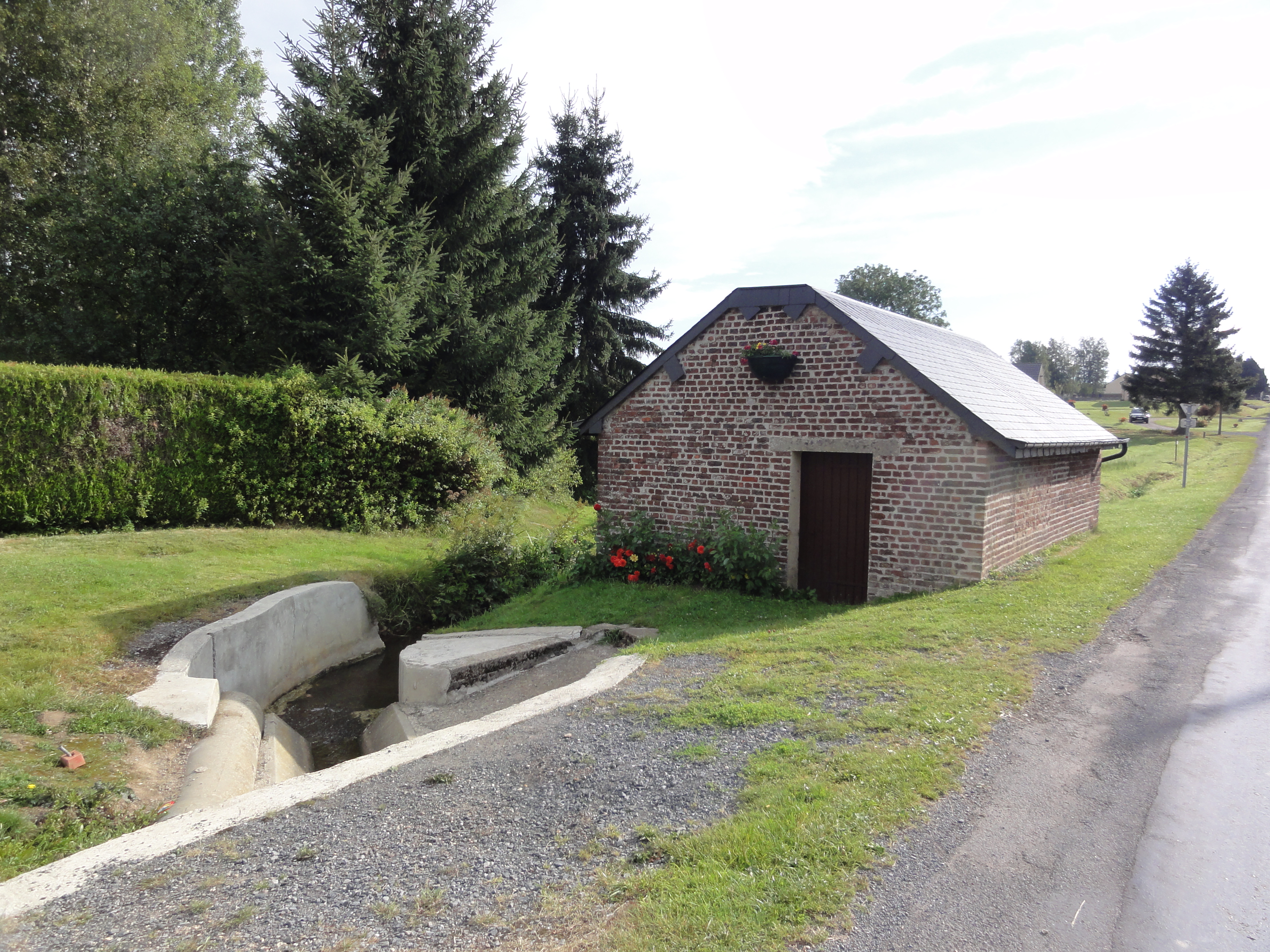